# César Rojas
Pour les articles homonymes, voir Rojas.
Rojas  Villegas est un nom espagnol. Le premier nom de famille, en général paternel, est Rojas ; le second, en général maternel, souvent omis, est Villegas.
César Andrés Rojas Villegas,, né le 23 mars 1988, est un coureur cycliste costaricien. Son frère Juan Carlos est également coureur cycliste.

## Biographie
En 2008, César Rojas devient champion du Costa Rica sur route dans la catégorie espoirs (moins de 23 ans). En 2010, il est sacré champion du Costa Rica du contre-la-montre espoirs. Il fait cependant l'objet d'un contrôle positif à la phentermine durant ces championnats. Suspendu deux ans, il fait rapidement son retour à la compétition en remportant deux étapes du Tour du Costa Rica en 2012. 
En 2015, il représente son pays lors du championnat du monde sur route de Ponferrada. Victime d'une chute au kilomètre 52, il est contraint à l'abandon. Il remporte ensuite le Tour du Nicaragua ainsi que le Tour du Costa Rica en 2016.
Le 31 janvier 2018, l'UCI annonce qu'il a été contrôlé positif à l'EPO CERA le 22 décembre précédent, au cours du Tour du Costa Rica 2017, qu'il avait terminé troisième, ce qui lui vaut une suspension provisoire. Il est suspendu huit ans jusqu'au 21 décembre 2025.

## Palmarès
- 2008
  -  Champion du Costa Rica sur route espoirs
  - 1re étape du Tour du Costa Rica (contre-la-montre par équipes)
- 2010
  -  Champion du Costa Rica du contre-la-montre espoirs
  - 2e du championnat du Costa Rica sur route espoirs
  - 3e de la Vuelta de la Juventud Costa Rica
- 2012
  - 4e et 6e étapes du Tour du Costa Rica
- 2014
  - 3e étape du Tour du Costa Rica
  - 2e du Tour du Costa Rica
  - 3e du championnat du Costa Rica du contre-la-montre
- 2015
  - 9e et 10e étapes du Tour du Costa Rica
  - 3e du Tour du Nicaragua
- 2016
  - Classement général du Tour du Nicaragua
  - Tour du Costa Rica :
    - Classement général
    - 3e étape

  - 2e du championnat du Costa Rica du contre-la-montre
  - 3e du championnat du Costa Rica sur route
- 2017
  - 9e étape du Tour du Costa Rica
  - 3e du Tour du Costa Rica

## Classements mondiaux
| Année            | 2008 | 2009 | 2010 | 2011 | 2012 | 2013 | 2014 | 2015 | 2016 |
| ---------------- | ---- | ---- | ---- | ---- | ---- | ---- | ---- | ---- | ---- |
| UCI America Tour | 254e |      | 216e |      |      | 162e | 43e  | 94e  | 79e  |